# Chris Baldwin

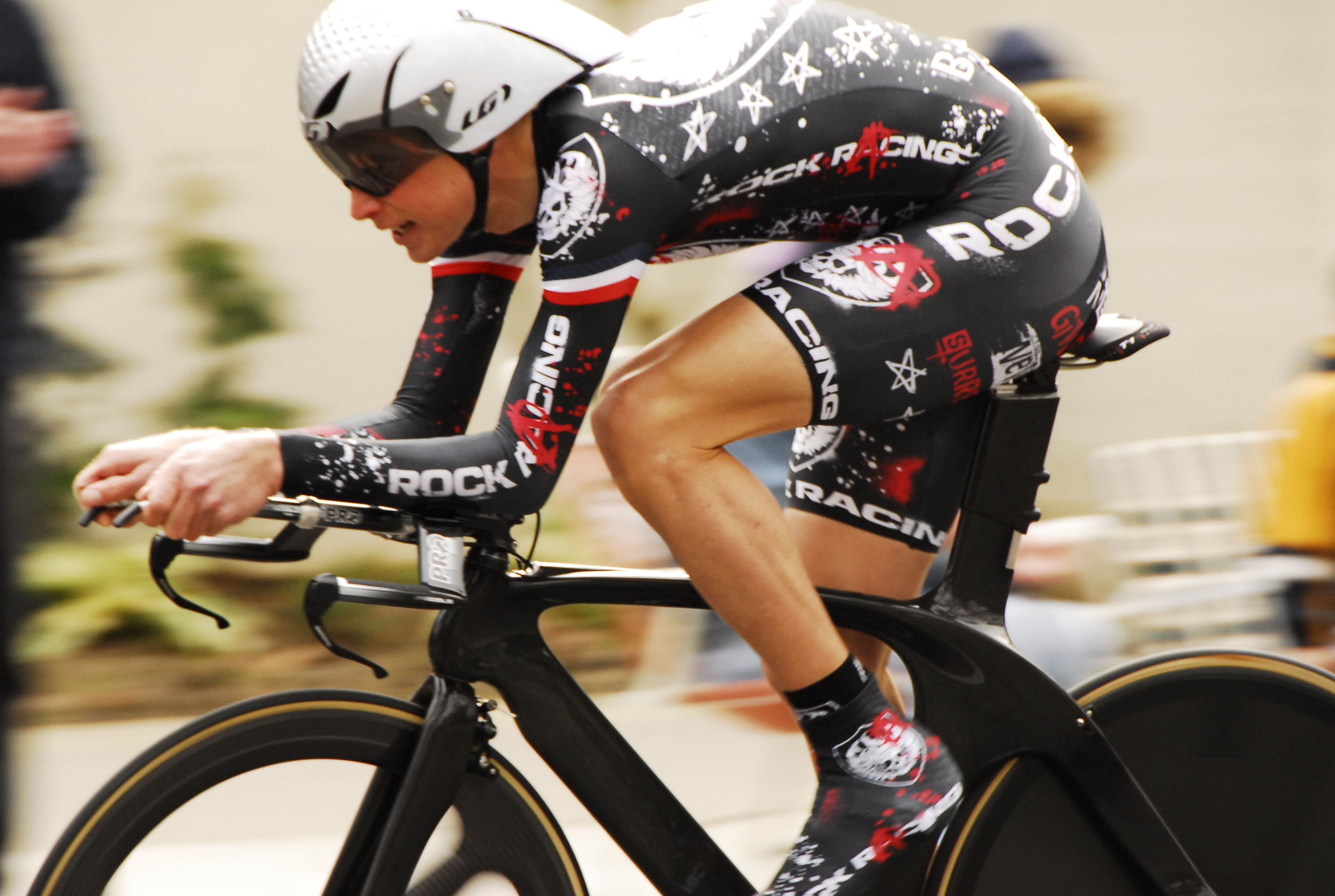
Chris Baldwin bei der Tour of California 2009

Christopher „Chris“ Baldwin (* 15. Oktober 1975 in Chicago, Illinois) ist ein US-amerikanischer Radrennfahrer.
Chris Baldwin begann seine Karriere 2003 bei dem US-amerikanischen Radsportteam Navigators Insurance. 2003 wurde er nationaler Meister im Einzelzeitfahren und gewann eine Etappe beim GP Cycliste de Beauce. Bei den Panamerikanischen Spielen wurde er Zweiter im Einzelzeitfahren. 2005 wurde er Dritter beim Zeitfahren der Tour of Georgia und wiederholte später seinen nationalen Titelgewinn. Beim Redlands Classic wurde er Zweiter in der Gesamtwertung. Im Jahr 2006 gewann Baldwin die Gesamtwertung und eine Etappe der Tour of the Gila.

## Erfolge
2003
- US-amerikanischer Meister – Einzelzeitfahren
- eine Etappe GP Cycliste de Beauce
- Panamerikaspiele – Einzelzeitfahren

2005
- US-amerikanischer Meister – Einzelzeitfahren

2006
- Gesamtwertung und eine Etappe Tour of the Gila

## Teams
- 1999–2003 Navigators
- 2004–2005 Navigators Insurance
- 2006–2008 Toyota-United
- 2009 Rock Racing (bis 31. Mai)
- 2009 OUCH-Maxxis (ab 1. Juni)
- 2010 UnitedHealthcare-Maxxis
- 2011–2013 Bissell Cycling